# Рябцев, Владимир Александрович
Влади́мир Алекса́ндрович Рябцев (16 (28).05.1880, Санкт-Петербург — 27.11.1945, Москва) — русский артист балета, балетмейстер и педагог-хореограф. Заслуженный артист Республики (1923), заслуженный деятель искусств РСФСР (1934).

## Биография
Хореографическое образование получил в 1890-98 гг. в Московском театральном училище, где учился у И. А. Ермолова и В. Д. Тихомирова. После окончания училища 1 сентября 1898 г. поступил в кордебалет Большого театра. Сольный дебют состоялся в 1900 г. в партии Кота в балете «Спящая красавица». Выступал в ролях характерных и мимических. Имел небольшой рост и был очень подвижен в танце. Стремился преодолеть традиционные штампы в балете, создавал реалистические образы. Поддерживал творческие новации А. А. Горского. В начале 1920-х годов был в числе создателей недолго просуществовавшего Театра старинного водевиля, где являлся актёром, режиссёром, постановщиком танцев.
Награждён орденом «Знак Почёта» (02.06.1937 — за выдающиеся заслуги в деле развития оперного и балетного искусства).
Умер на сцене Большого театра во время исполнения танца в постановке оперы «Иван Сусанин».

## Партии
- Санчо Панса в ряде постановок балета Л.Минкуса «Дон Кихот»: 19 ноября 1906, балетмейстер Горский; 10 февраля 1940, балетмейстер Р. В. Захаров по Горскому, отдельные номера в постановке К. Я. Голейзовского; 1942, филиал Большого театра, балетмейстеры М. М. Габович, И. В. Смольцов по Горскому, отдельные номера в постановке Голейзовского; 1943, балетмейстеры А. А. Горский, Р. В. Захаров, М. М. Габович, К. Я. Голейзовский, И. В. Смольцов.
- Марцеллина в ряде постановок балета П.Гертеля «Тщетная предосторожность»: 29 декабря 1905, балетмейстер А. А. Горский, возобновление этого спектакля в 1916; 4.12.1932, возобновление в филиале Большого театра, балетмейстер Е. И. Долинская по А. А. Горскому.
- Бертрам в балете «Роберт и Бертрам, или два вора», композиторов Ф. Шмидта и Ц. Пуни с добавлением музыки Р. Шумана, Ф. Шопена и П. И. Чайковского, поставлен А. А. Горским своему сценарию в 1906 г.
- Пьеро в балете Р.Дриго «Арлекинада», поставленном балетмейстером А. А. Горским 21 января 1907, и в своём возобновлении балета 21 декабря 1924 под названием"Миллионы Арлекина".
- Шут в балете «Шубертиана», на музыку Ф. Шуберта в обработке А. Ф. Арендса по мотивам поэмы «Ундина» В. А. Жуковского, сценарий и постановка А. А. Горского 8 декабря 1913
- Иванушка в балете Ц.Пуни «Конёк-Горбунок», поставленном А. А. Горским по А. Сен-Леону 14 декабря 1914.
- Арап в балете Стравинского «Петрушка», возобновленном Фокиным 6 февр. 1921
- фея Карабос в постановке 25 мая 1924 балетмейстером В. Д. Тихомировым балета П. И. Чайковского «Спящая красавица»
- Коппелиус в возобновлении 12 сентября 1924 балета Л. Делиба «Коппелия» на сцене Экспериментального театра по А. А. Горскому
- Квазимодо в постановке 7 февраля 1926, балета «Эсмеральда» на музыку Ц. Пуни в обработке Р. М. Глиэра, балетмейстер Тихомиров
- Хан в балете Ц.Пуни «Конёк-Горбунок», поставленном А. А. Горским 23 сентября 1928
- Дачник в балете Д. Д. Шостаковича «Светлый ручей», поставленном режиссёр Б. А. Мордвинов 30.11.1935
- Дроссельмейер в постановке в 1939 г. балетным техникумом при ГАБТ балета П. И. Чайковского «Щелкунчик», балетмейстер В. И. Вайнонен.
- Негр в балете Й. Байера (Bayer) «Фея кукол»
- Негр в балете А.Адана"Корсар"
- Исаак в балете на А.Адана «Корсар» (с использованием музыки Ц.Пуни, А. Г. Рубинштейна, К.Гольдмарка (Goldmark), Э. Грига, А. Дворжака, Л. Делиба, Ф. Шопена, П. И. Чайковского) поставленного 15 января 1912 А. А. Горским.
- Франт в балете В. А. Оранского «Футболист», балетмейстеры Л. А. Лащилин и И. А. Моисеев
- Пьяный монах в балете «Комедианты»
- Гаспар в балете Б. В. Асафьева «Пламя Парижа», поставленном 6 июля 1933 балетмейстером В. И. Вайноненом.
- Канцлер в балете В. А. Оранского «Три толстяка», поставленном 1 марта 1935 балетмейстером И. А. Моисеевым.

## Балетмейстер
С 1908 года был балетмейстером театра миниатюр «Летучая мышь», а в 1910—1917 — в театре К. Н. Незлобина.
Поставил в Большом театре балеты и был балетмейстером опер:
- 6 февраля 1921 балет И. Ф. Стравинского «Петрушка» по М.М, Фокину (дирижёр Н. С. Голованов, художник А. Н. Бенуа.
- 1921 «Воинственный танец»
- 6 октября 1922 опера Дж. Верди «Аида», режиссёр В. А. Лосский, дирижёр В. И. Сук, художник Кольбе.
- 21 декабря 1924 балет Р. Дриго «Миллионы Арлекина», дирижёр Файер, художник А. В. Лентулов.
- 7 мая 1924 балетную сюиту «Карнавал», по собственному сценарию на музыку Р. Шумана, художник К. А. Коровин, дирижёр Ю. Ф. Файер исполнители — Гельцер, Л. M. Банк, Е. M. Адамович, И. В. Смольцов, В. А. Чудинов и др.
- 10 января 1925 опера М. П. Мусоргского «Сорочинская ярмарка», режиссёр Петровский, дирижёр Н. С. Голованов, художник Соколов

В 1926 или 1927 гг. поставил ряд балетов в театрах оперы и балета Харькова и Киева (источники по-разному указывают дату и место постановки):
- «Дон Кихот» Л.Минкуса
- «Корсар» А.Адана (совместно с Мессерером),
- «Конёк-Горбунок» Ц. Пуни
- «Тщетная предосторожность» П.Гертеля
- «Коппелия» Л.Делиба

Преподавал в студии В. И. Мосоловой, вёл класс сценического движения во МХАТе и др.

## Фильмография
Владимир Рябцев исполнил роль Коппелиуса в фильме-балете «Коппелия» (1913 год, московское отделение «Братьев Пате», режиссёр Кай Ганзен, утрачен).

### В мемуарной литературе
Холфина С.С. Вспоминая мастеров московского балета… — М.: «Искусство», 1990. — С. 136—145. — 377 с. — (Театральные мемуары). — 30 000 экз. — ISBN 5-210-00372-8.